# Saint-Quentin-sur-Indrois
Saint-Quentin-sur-Indrois ist eine französische Gemeinde mit 492 Einwohnern (Stand: 1. Januar 2022) im Département Indre-et-Loire in der Region Centre-Val de Loire; Tauxigny gehört zum Arrondissement Loches und zum Kanton Loches. Die Einwohner werden Reignacois genannt.

## Geographie
Saint-Quentin-sur-Indrois liegt etwa 32 Kilometer südöstlich von Tours am Indrois. Umgeben wird Saint-Quentin-sur-Indrois von den Nachbargemeinden Sublaines im Norden und Nordosten, Luzillé im Nordosten, Genillé im Osten, Ferrière-sur-Beaulieu im Süden, Chambourg-sur-Indre im Südwesten sowie Chédigny im Westen.

## Bevölkerungsentwicklung
| 1962                      | 1968 | 1975 | 1982 | 1990 | 1999 | 2006 | 2013 |
| ------------------------- | ---- | ---- | ---- | ---- | ---- | ---- | ---- |
| 523                       | 440  | 373  | 425  | 405  | 429  | 429  | 512  |
| Quelle: Cassini und INSEE |      |      |      |      |      |      |      |

## Sehenswürdigkeiten
- Dolmen von Mallée (auch Pierre Levée)
- Kirche Saint-Quentin aus dem 12. Jahrhundert, heutiges Gebäude aus dem 16./17. Jahrhundert, seit 1926 Monument historique
- Priorei von Berneçay, ursprünglich wohl Siechenhaus
- Schloss Les Roches-Saint-Quentin
- Herrenhaus Le Bout-du-Pont

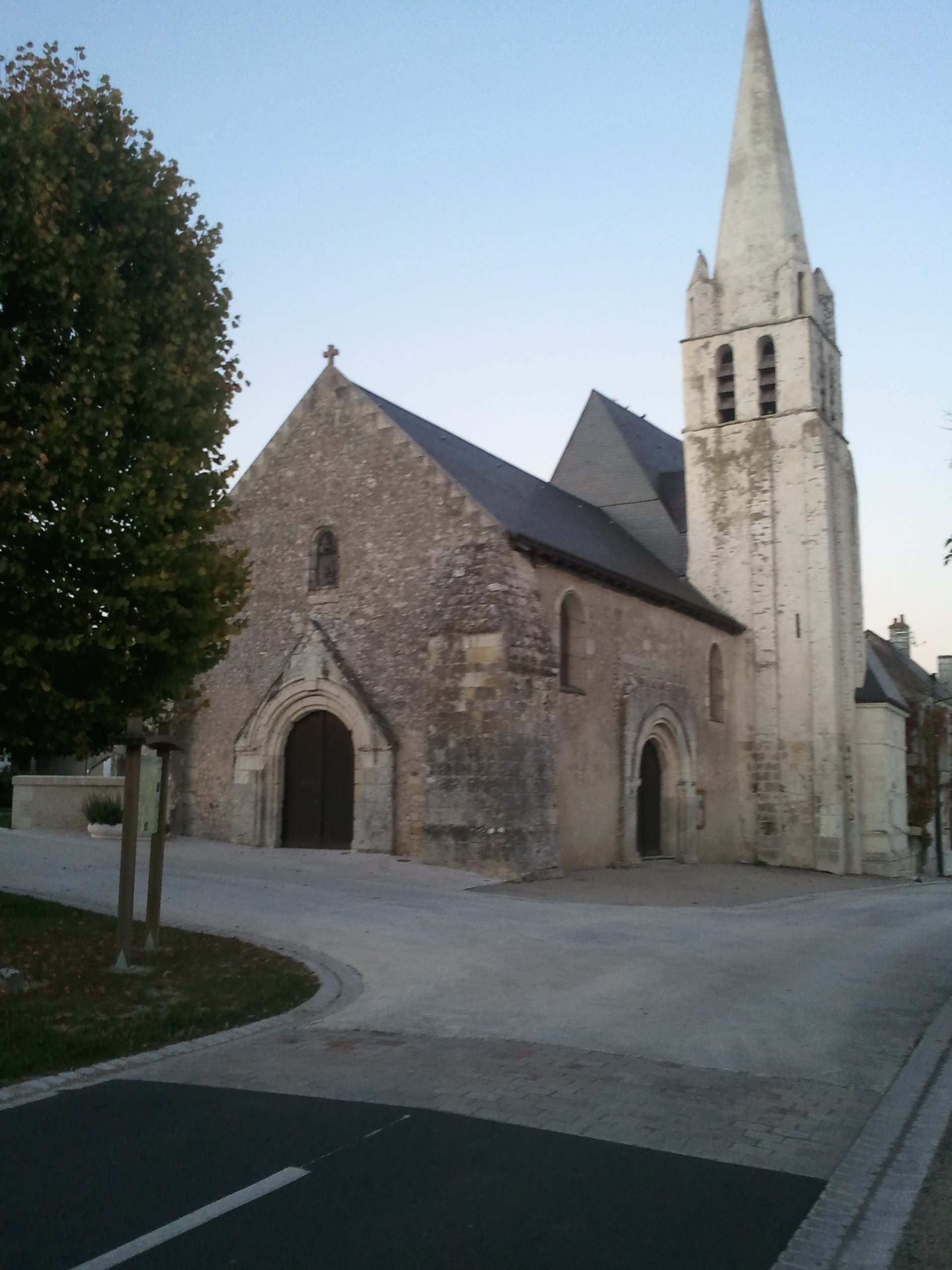
Kirche Saint-Quentin
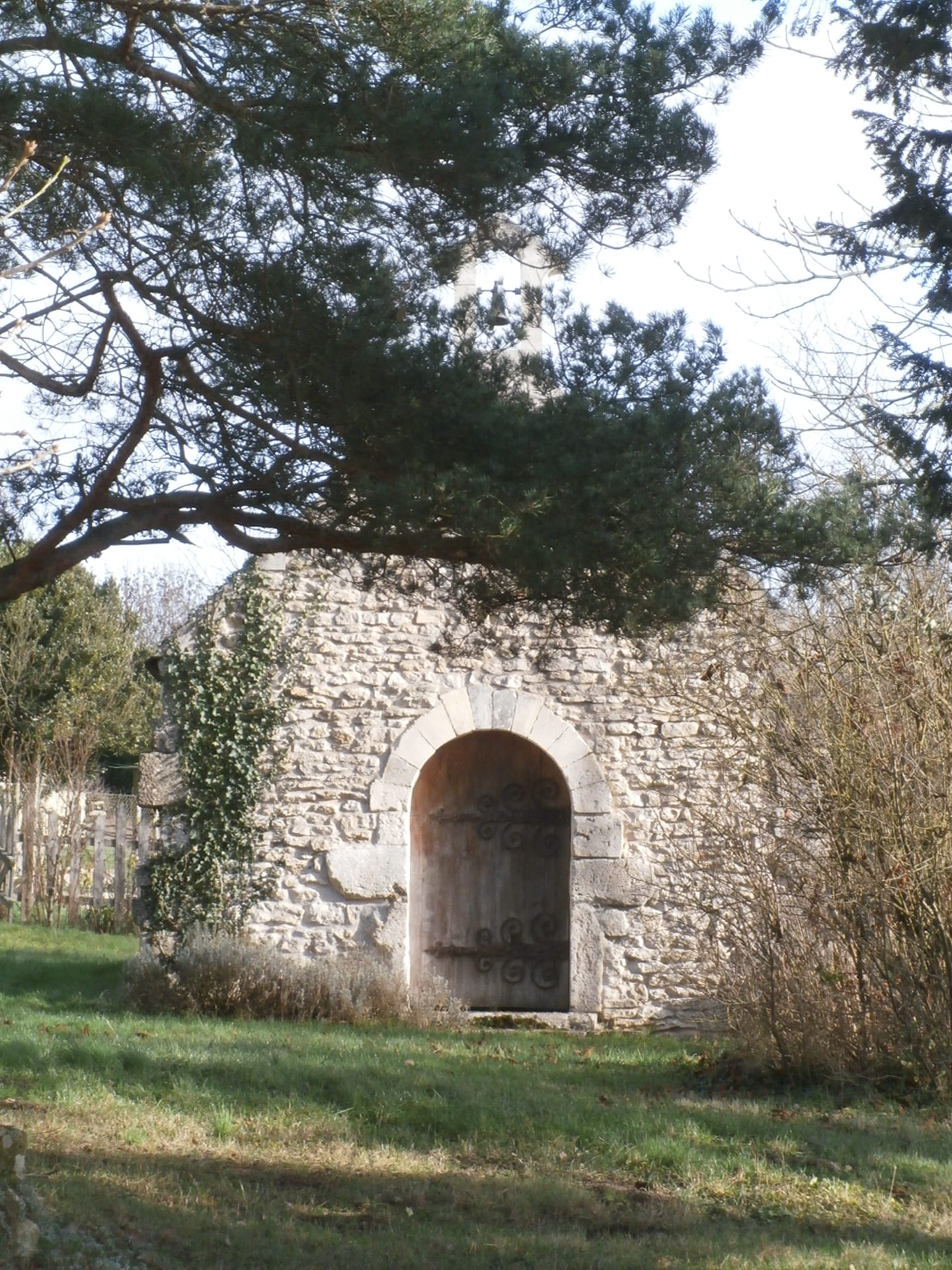
Kapelle der Priorei von Berneçay
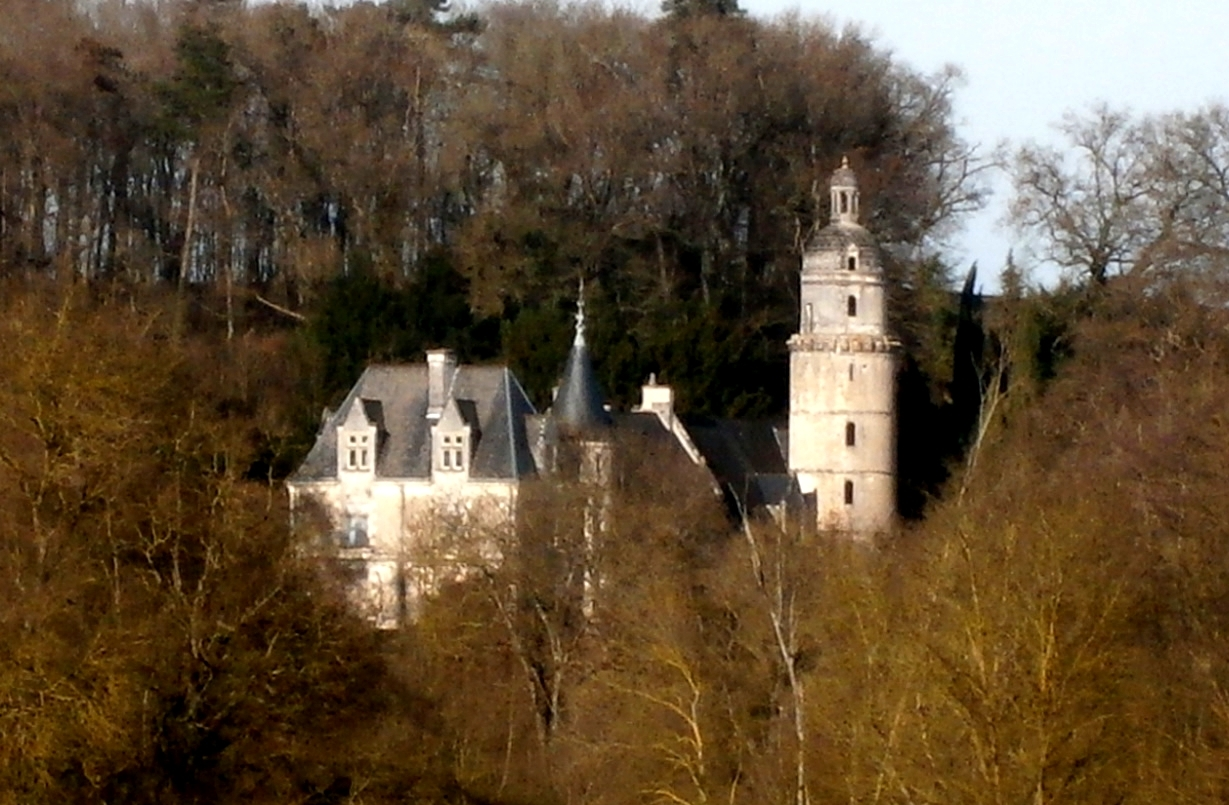
Schloss Les Roches-Saint-Quentin
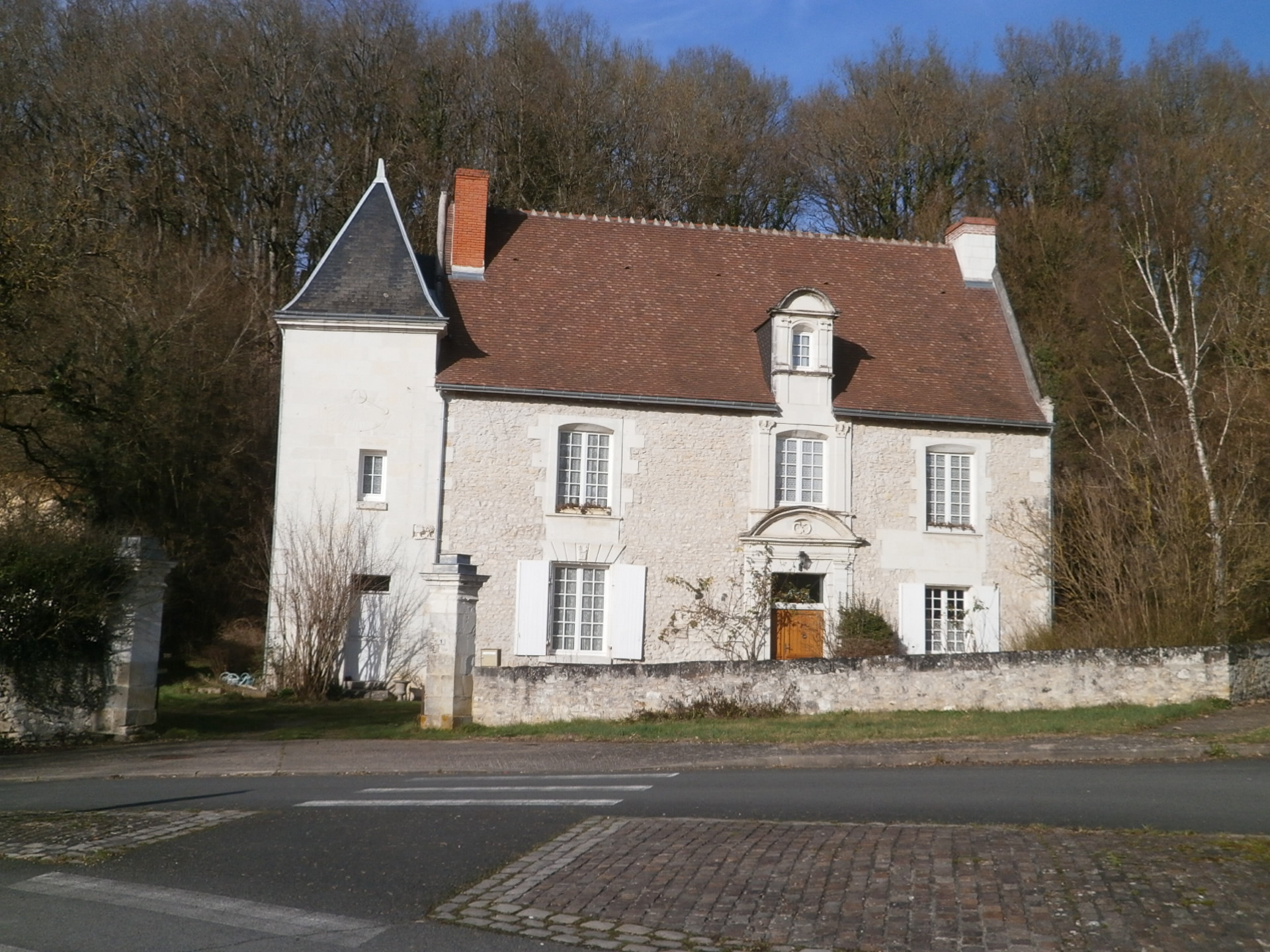
Herrenhaus von Le Bout-du-Pont
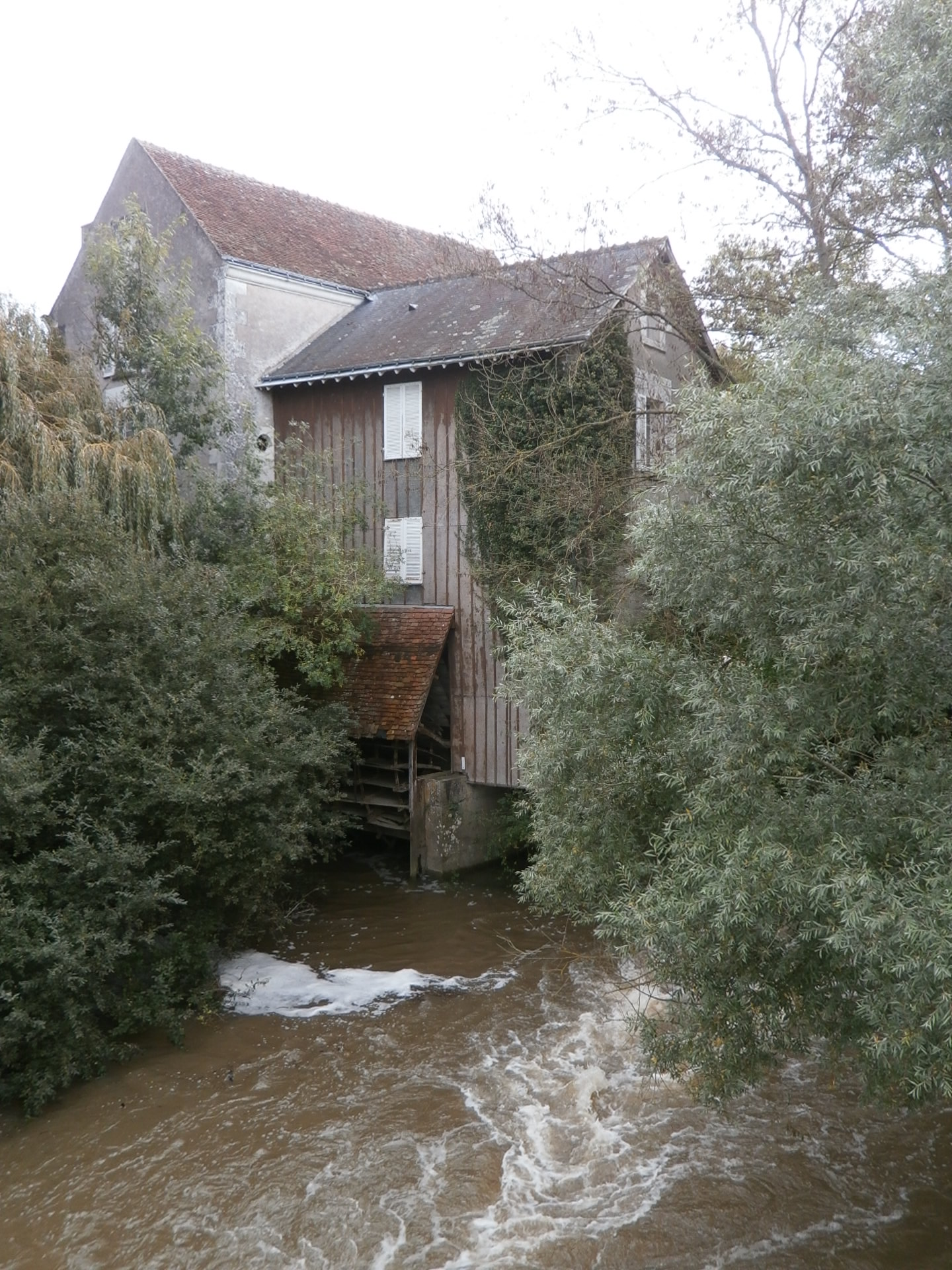
Mühle